# Ad Majorem Sathanas Gloriam
Ad Majorem Sathanas Gloriam es el séptimo álbum de estudio de la banda noruega de black metal Gorgoroth, lanzado el 19 de junio de 2006 en Europa y el 25 de julio de 2006 en Estados Unidos, a través del sello discográfico Regain Records. Este álbum fue el último grabado por el vocalista Gaahl y el bajista King ov Hell, que fueron despedidos tras un largo proceso judicial por el guitarrista y fundador Infernus, por los derechos del nombre de la banda. La batería estuvo a cargo por Frost, quien ya había participado en los álbumes Antichrist (1996) y Destroyer (1998). Este trabajo fue el primer en su carrera que no incorporó temas cantados en noruego.
Respecto a la acogida de los críticos, recibió buenas reseñas y varios de ellos destacaron además el trabajo de Frost como batería, además recibió una nominación a los premios Spellemann en la categoría de mejor álbum de metal. En noviembre de 2007, el disco fue reeditado con una carátula diferente y un DVD adicional que añadió el vídeo musical de la canción «Carving a Giant» y el making-of de este.

## Grabación y producción
Gorgoroth terminó el proceso de composición del álbum a finales de julio de 2004. Al mes siguiente organizó una audición para buscar un batería con el que poder realizar una gira europea en otoño debido a que el percusionista anterior, Kvitrafn, acababa de dejar la banda.
En ese momento, Gorgoroth se encontraba inmerso en varios problemas; el vocalista Gaahl fue condenado a 18 meses de prisión por torturar a un hombre de 41 años, diversos grupos religiosos intentaban llevar a la banda a juicio por el polémico concierto realizado en Cracovia ese mismo año y se encontraban buscando una nueva discográfica que publicara el álbum, ya que habían dejado a la alemana Nuclear Blast. Se rumoreó que serían fichados por Season of Mist pero finalmente fueron contratados por Regain Records.

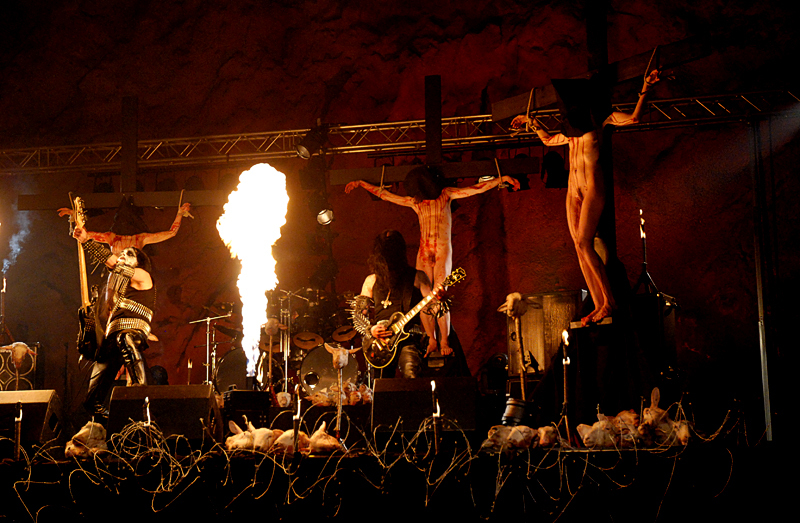
Rodaje de «Carving a Giant».

El 5 de enero de 2005, la banda entró en los estudios Grieghallen para comenzar la grabación de su nuevo álbum. Este se llamaría Ad Majorem Sathanas Gloriam, contendría ocho canciones y sería publicado a finales de la primavera o a principios del verano. Debido a un conflicto en los estudios Grieghallen la grabación de las pistas de batería tuvo que ser aplazada hasta el 14 de enero y realizada finalmente en los estudios Lydriket. Las pistas de bajo y guitarra fueron grabadas en junio en los estudios Spydeberg. Gaahl entró en enero de 2006 en los estudios Earshot para grabar las voces.
El proceso de masterizado fue llevado a cabo por Infernus en los estudios Cutting (Estocolmo). El álbum fue producido por Herbrand Larsen (teclista de Enslaved).
En mayo fue desvelado el diseño de la portada y se anunció que la fecha de publicación del álbum sería el 19 de junio en Europa y el 25 de julio en los Estados Unidos. Tras la publicación del álbum, el bajista King ov Hell abandonó la banda pero regresó para la grabación del videoclip de «Carving a Giant».
En diciembre y enero, Gaahl e Infernus salieron de prisión respectivamente; el vocalista fue condenado por torturas a un hombre y el guitarrista por la violación de una mujer en 2004.
En abril de 2007, la cadena VBS.tv presentó un documental, dirigido por Peter Beste, llamado True Norwegian Black Metal, dónde Beste y otros periodistas pasan unos días en la casa de Gaahl en el pueblo de Espedal. En la entrevista el cantante reiteró su apoyo a la quema de iglesias y anunció que sería una práctica que se realizaría aún con más frecuencia en el futuro.
El domingo 20 de mayo el programa de la MTV Headbanger's Ball presentó en primicia el único videoclip de la carrera de Gorgoroth, «Carving a Giant», que fue grabado en una cueva y que intenta recrear el concierto en Cracovia.

## Título y portada

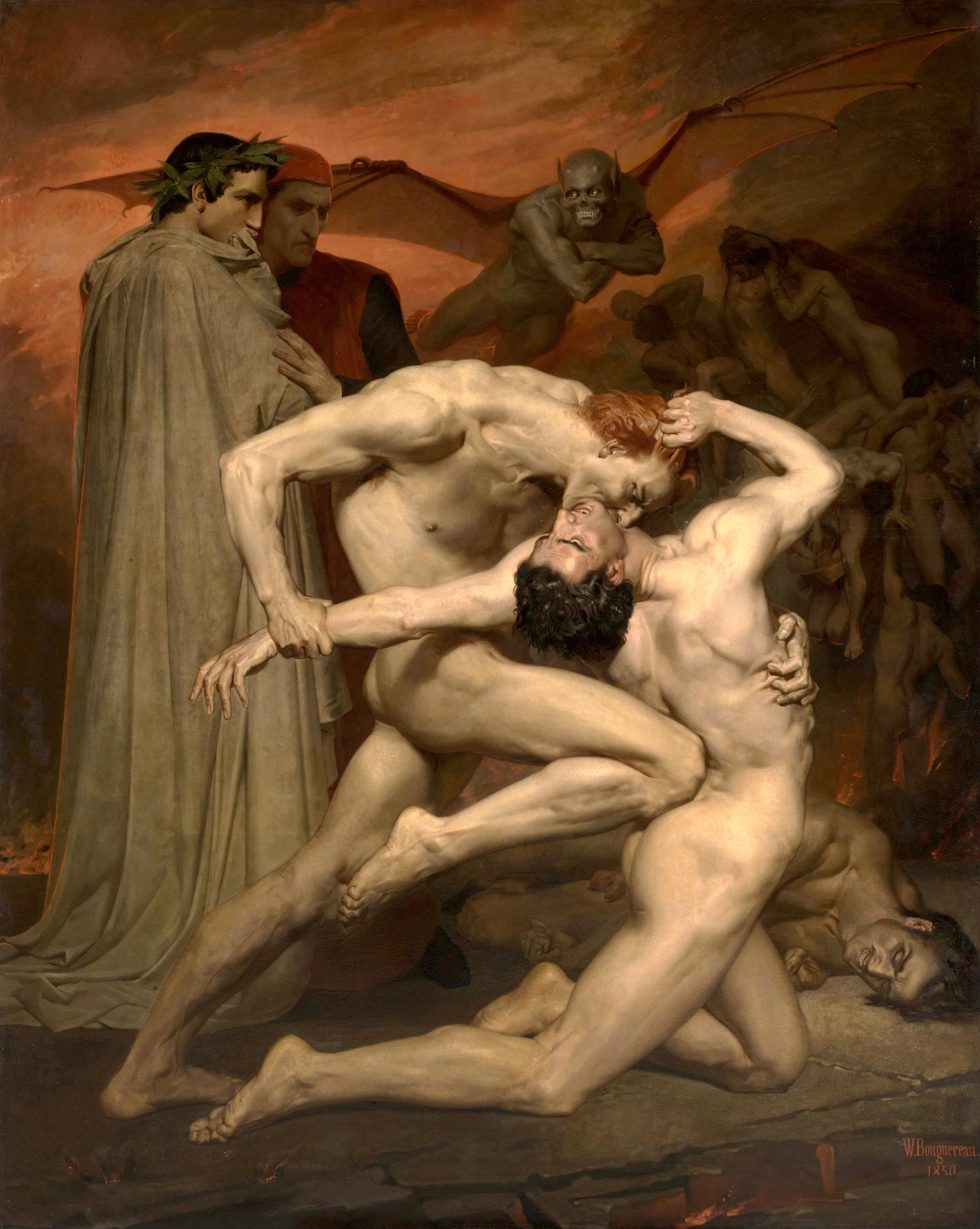
Dante y Virgilio en el Infierno.

Al igual que en anteriores trabajos, el título Ad Majorem Sathanas Gloriam hace referencia a Satán, pues Gorgoroth y en especial su guitarrista Infernus han confesado practicar el culto al satanismo. El título del álbum significa en latín Por la mayor gloria de Satán y es una variación de la frase Ad Majorem Dei Gloriam de la Sociedad de Jesús que significa por la mayor gloria de Dios. Por su parte, la portada es una recreación del cuadro de William-Adolphe Bouguereau, Dante y Virgilio en el infierno.

## Lanzamiento
Ad Majorem Sathanas Gloriam salió a la venta el 19 de junio de 2006 en Europa y el 25 de julio de 2006 en los Estados Unidos, a través de la discográfica Regain Records. En su primera semana llegó al puesto 22 de la lista Topp30 Album Norsk, un conteo del periódico Verdens Gang que incluye únicamente trabajos de artistas noruegos, mientras que en los Estados Unidos vendió aproximadamente unas 500 copias. En 2007, Regain volvió a publicar el disco con algunas modificaciones en la portada y con la incorporación de un DVD que incluyó la versión sin censura en del vídeo musical de la canción «Carving a Giant» y el making-of de este.

## Recepción crítica
El álbum recibió principalmente reseñas positivas y así Alex Henderson de Allmusic opinó que «a pesar de la controversia y los constantes cambios de formación, la banda no tiene problemas para publicar obras excelentes y Ad majorem Sathanas Gloriam no es una excepción» y añadió que «la voz de Gaahl suena francamente diabólica y Frost toca unos blast beats con tremenda convicción». Scott Alisoglu, crítico de Blabbermouth, lo describió como «otro puñetazo satánico en la cara de tu dios» y que «ofrece al oyente algo que falta en muchos lanzamientos de black metal: músculo». Götz Kühnemund de Rock Hard escribió que «su calidad no puede ser ignorada, incluso para cabezas de cemento que odian el black metal como la peste» y que «es el disco de puro black metal más fuerte del año hasta ahora». Chris Campion de The Guardian consideró que «Gorgoroth son maestros en el uso de las cualidades escultóricas del sonido para forjar una música que, aunque ferozmente iconoclasta, navega en majestuosas ráfagas de emoción, de las cuales el mejor ejemplo es “Sign of an Open Eye”». Jill Mikkelson de Exclaim! relató que «las canciones han crecido con precisión e inteligencia, moviéndose cada vez hacia un nivel de sofisticación más impresionante» y remarcó la labor de Frost, de la cual dijo que «proporciona ritmos confiables y creíbles detrás de su equilibrio desarrollado de manipulación del tiempo». Harald Fossberg de Aftenposten opinó que la furia de Gaahl le da a los temas una intensidad extra. Porque se trata de una brutalidad sin adulterar e intransigente registrada, fiel a las raíces del black metal noruego.
Ad Majorem Sathanas Gloriam consiguió además una nominación a los premios Spellemann en la categoría de mejor álbum de metal, aunque el ganador de sería Ruun de Enslaved.

## Gira y división del conjunto
Entre julio y agosto de 2007, Gorgoroth realizó conciertos en Noruega, República Checa y Alemania y el 13 de septiembre dio comienzo en Brasil el tramo Sudamericano, que pasó también por Argentina, Chile, Colombia y Ecuador. En octubre, Infernus anunció en el Myspace oficial del grupo la decisión de separar a la banda y mencionaba que los miembros «no podían continuar trabajando juntos» y que ambas partes pretendían continuar su carrera sin el conocimiento de cual se quedaría con el nombre de la agrupación. Poco después, King ov Hell y Gaahl declararon que el grupo no se había separado, que continuaría de forma diferente y que Infernus no se había preocupado en absoluto por el conjunto en los últimos ocho años. En su defensa, el mencionado guitarrista respondió al día siguiente que el nombre Gorgoroth le pertenecía, puesto que era el único miembro fundador que seguía en la agrupación.
Ambas partes utilizaron el nombre Gorgoroth, lo que provocó una serie de procesos legales que se solucionaron en marzo de 2009 cuando la corte de Oslo falló a favor del guitarrista debido a que era el fundador. Por su parte, a Gaahl y a King ov Hell se les prohibió emplear el nombre de la banda, ni cualquiera que creara confusión y optaron por formar el proyecto God Seed, precisamente el título de una canción de Ad Majorem Sathanas Gloriam.

## Lista de canciones
Todas las escritas por Gaahl y toda la música compuesta por King ov Hell.

| N.º   | Título                             | Duración |  |
| 1.    | «Wound Upon Wound»                 | 3:30     |  |
| 2.    | «Carving a Giant»                  | 4:10     |  |
| 3.    | «God Seed (Twilight of the Idols)» | 4:14     |  |
| 4.    | «Sign of an Open Eye»              | 4:04     |  |
| 5.    | «White Seed»                       | 4:36     |  |
| 6.    | «Exit»                             | 3:30     |  |
| 7.    | «Untamed Forces»                   | 2:37     |  |
| 8.    | «Prosperity and Beauty»            | 4:54     |  |
| 31:39 |                                    |          |  |

| Edición especial limitada |                               |          |  |
| N.º                       | Título                        | Duración |  |
| 9.                        | «Carving a Giant» (Videoclip) | 4:10     |  |
| 10.                       | «Making of...»                |          |  |

## Créditos
| Gorgoroth - Gaahl - vocalista - Infernus - guitarrista - King ov Hell - bajista - Frost - batería | Producción - Infernus y Thomas Eberger – masterización - William-Adolphe Bouguereau – arte - Herbrand Larsen – producción e ingeniero de sonido - Geir Luedy - ingeniero de sonido - Svein Solberg - ingeniero de sonido |